# Jakob Fries
Jakob Fries (2. května 1913 Albertshofen – 20. října 1974 tamtéž) byl příslušník Waffen-SS a člen jednotek působících v nacistických koncentračních táborech.

## Život
Narodil se 2. května 1913 v bavorském Albertshofenu. Vyučil se jako štukatér. Do SS vstoupil 29. května 1934. Od 6. května 1942 se stal členem jednotek působících v KL Auschwitz, kam byl převelen z KL Flossenbürg. V kmenovém táboře Auschwitz I. působil jako Arbeitsdienstführer až do 28. prosince 1943, kdy odešel na frontu do jedné z jednotek Waffen-SS. Během tzv. osvětimského procesu ve Frankfurtu byl vyslýchán pouze jako svědek.

## Vzpomínky vězňů na Jakoba Friese
Rudolf Vrba:
„U brány stál jeden z největších mužů, jaké jsem kdy viděl. Opíral se o obrovskou hůl, která mu sahala téměř k bradě, a pozoroval nás. Nebyla to pouze fyzická velikost, široká, zločinecká tvář, nemrkající oči a lhostejná netečnost, co ho činilo zvláštním, třebaže i to mělo svůj účinek. Ten člověk měl jakousi aureolu, měl v sobě něco, z čeho jsem instinktivně vycítil, že v té hoře masa nebude ani gram soucitu, slušnosti, dobra.
Tentokrát byl můj první dojem přesný. SS-Oberscharführer Jakob Fries byl jedním z nejbrutálnějších mužů, jaký kdy Osvětim, matka tolika vrahů, zplodila. Pro mě byl Fries vtělením Osvětimi a bude tomu tak navždycky.“ 